# Le Pied de mouton
Le Pied de mouton è un cortometraggio muto del 1907 diretto da Albert Capellani.

## Trama
Un giovane, aiutato da una fata, riuscirà a conquistare la sua amata utilizzando il talismano - il piede di una pecora - che gli è stato regalato e che gli permetterà di superare tutti gli ostacoli.

## Produzione
Il film fu prodotto dalla Pathé Frères.

## Distribuzione
La Pathé Frères, che distribuì il film - un cortometraggio di una bobina - in Francia nel 1907, lo importò e distribuì anche negli Stati Uniti il 28 dicembre 1907 con il titolo inglese The Talisman or Sheep's Foot.